# Геркенс, Питер
Питер Геркенс (нидерл. Pieter Gerkens; родился 13 августа 1995 года в Билзене, Бельгия) — бельгийский футболист, опорный полузащитник клуба «Гент», выступающий на правах аренды за клуб «Серкль Брюгге».

## Клубная карьера
Геркенс — воспитанник клуба «Генк». 28 ноября 2013 года в поединке Лиги Европы против киевского «Динамо» Питер дебютировал за основной состав. 1 декабря в матче против «Ауд-Хеверле Лёвен» он дебютировал в Жюпиле лиге. 9 февраля 2014 года в поединке против «Брюгге» Геркенс забил свой первый гол за «Генк».
В начале 2016 года Питер перешёл в «Сент-Трюйден». 7 февраля в матче против льежского «Стандарда» он дебютировал за новую команду. 23 апреля в поединке против «Локерена» Геркенс забил свой первый гол за «Сент-Трюйден». 
Летом 2017 года Питер перешёл в «Андерлехт». 20 августа в матче против своего предыдущего клуба «Сент-Трюйдена» он дебютировал за новую команду, заменив во втором тайме Александру Кипчу. 13 октября поединке против «Мехелена» Геркенс забил свой первый гол за «Андерлехт». Летом 2020 года Геркенс перешёл в «Антверпен». 16 августа в матче против «Брюгге» он дебютировал за новую команду. В этом же поединке Питер забил свой первый гол за «Антверпен». В матчах Лиги Европы против австрийского ЛАСКа и болгарского «Лудогорца» он забил по голу. 21 октября 2021 года в поединке Лиги Европы против турецкого «Фенербахче» Питер забил гол. В 2023 году он помог клубу завоевать Кубок Бельгии и выиграть чемпионат.
Летом 2023 года Геркенс перешёл в «Гент».

## Международная карьера
В 2012 году в составе юношеской сборной Бельгии Геркенс принял участие в юношеском чемпионате Европы в Словении. На турнире он сыграл в матчах против команд Польши, Нидерландов и Словении. В поединке против словенцев Питер забил гол.

## Достижения
Клубные
«Антверпен»
- Победитель Жюпиле лиги: 2022/23
- Обладатель Кубка Бельгии: 2022/23